# Mark Valley
Mark Thomas Valley (ur. 24 grudnia 1964 w Ogdensburg) – amerykański aktor telewizyjny i filmowy.

## Życiorys

### Wczesne lata
Urodził się w Ogdensburg w stanie Nowy Jork jako najstarsze dziecko i jedyny syn Marthy i Michaela Valley. Ma trzy młodsze siostry – Jennifer, Lynn i Marnie. W 1987 ukończył studia na Akademii Wojskowej Stanów Zjednoczonych. Uczęszczał do Etage School of the Arts w Berlinie. W 1990 uczestniczył w I wojnie w Zatoce Perskiej.

### Kariera
Na dużym ekranie pojawił się po raz pierwszy w dramacie Johna Schlesingera Niewinni (The Innocent, 1993) u boku Anthony’ego Hopkinsa, Isabelli Rossellini i Harta Bochnera, oraz w melodramacie fantasy Wima Wendersa Tak daleko, tak blisko (In weiter Ferne, so nah!, 1993) z Nastassją Kinski i Peterem Falkiem. Potem trafił na szklany ekran w operach mydlanych NBC: Inny świat (Another World, 1993) w roli kapłana i Dni naszego życia (Days of our Lives, 1994-1997) jako przemiły i przebiegły dziennikarz Jack Devereaux.
Zagrał postać Bobby’ego Kennedy’ego w telewizyjnym dramacie biograficznym George Wallace (1997). W filmie sensacyjnym Stan oblężenia (The Siege, 1998) wystąpił w roli technologa FBI. W komedii Układ prawie idealny (Next Best Thing, 2000) był kardiologiem, kochankiem głównego bohatera-geja granego przez Ruperta Everetta.
Pojawił się także w serialu NBC Ostry dyżur (ER, 2000–2003) jako Richard Lockhart, były partner pielęgniarki Abby Lockhart (Maura Tierney), i w projektach stacji ABC – Orły z Bostonu (2004–2007) jako adwokat Brad Chase.

## Życie prywatne
Ma córkę Sherri Ann (ur. 1988). W latach 1991–1993 spotykał się z Katherine Kendall. W latach 2008–2009 był żonaty z australijską aktorką Anna Torv.

## Filmografia

### filmy fabularne
- 1997: George Wallace (TV) jako Robert F. Kennedy
- 1998: Stan oblężenia (The Siege)
- 2000: Układ prawie idealny (Next Best Thing) jako kardiolog
- 2007: Śmierć na żywo (Live!) jako Blair
- 2007: Shrek Trzeci (Shrek the Third) jako Cyklopi (głos)
- 2010: Człowiek Cel (Human Target) jako Christopher Chance
- 2012: Wróg numer jeden (Zero Dark Thirty) jako pilot C-130
- 2012: Batman DCU: Mroczny Rycerz – Powrót jako Clark Kent/Superman (głos)
- 2017: Fernando jako Duque Dodo (głos)

### seriale TV
- 1993: Inny świat (Another World) jako ks. Pete
- 1994−1997 Dni naszego życia (Days of our Lives) jako Jack Devereaux
- 1999: Potępieniec (Brimstone) jako Barry Ceneazo
- 2000: Diagnoza morderstwo jako kpt. Paul Davis
- 2000–2003: Ostry dyżur (ER) jako Richard Lockhart
- 2001: CSI: Kryminalne zagadki Las Vegas jako Jack Willman
- 2001: Samotni strzelcy jako Henry Farst
- 2001–2002: Pasadena jako Robert Greeley
- 2002: Spin City jako Joseph
- 2003–2004: Inspektor Eddie jako detektyw Eddie Arlette
- 2004: 4400 jako Warren Lytell
- 2004: Randka z gwiazdą jako Jack Campbell
- 2004–2007: Orły z Bostonu (Boston Legal) jako adwokat Brad Chase
- 2006–2008: Gdy rozum mówi nie jako Reese Callahan
- 2007: Prawo i porządek: sekcja specjalna jako Jake Keegan
- 2008: Imprezowo jako Brad Davis
- 2008–2009: Fringe: Na granicy światów jako John Scott
- 2013: Anatomia prawdy jako Tommy Sullivan
- 2014: Stan kryzysowy jako dyrektor CIA Widener
- 2014–2015: CSI: Kryminalne zagadki Las Vegas jako prywatny detektyw Daniel Shaw
- 2017: Konflikt jako Gary Merrill
- 2017: Bloodline jako Mike Gallagher